# Liste von Burgen, Schlössern und Festungen im Département Maine-et-Loire
Die Liste von Burgen, Schlössern und Festungen im Département Maine-et-Loire listet bestehende und abgegangene Anlagen im Département Maine-et-Loire auf. Das Département zählt zur Region Pays de la Loire in Frankreich.

Wappen des Départements Maine-et-Loire (49)
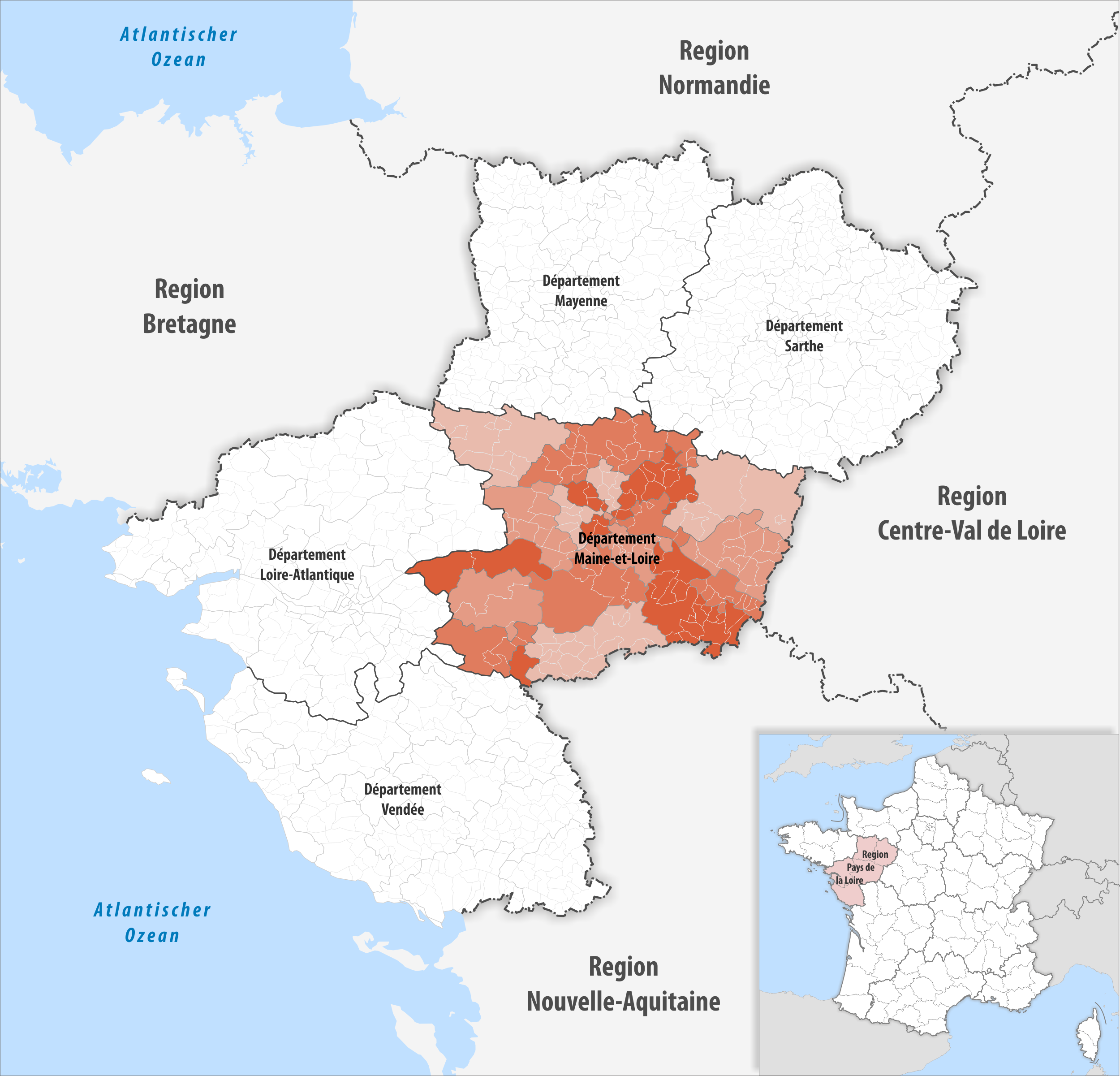
Lage des Départements Maine-et-Loire in der Region Pays de la Loire
Lage der Region Pays de la Loire in Frankreich

## Liste
Bestand am 4. Dezember 2021: 66
| Name deu / fra                                               | Gemeinde / Lage                          | Typ (Untertyp)       | Bemerkungen                                                                                             | Bild |
| ------------------------------------------------------------ | ---------------------------------------- | -------------------- | --- | ---- |
| Schloss Angers Château d'Angers                              | Angers 47,470278° N, 0,56° W             | Festung              | |      |
| Herrenhaus L'Aunay-Gontard Manoir de l'Aunay-Gontard         | Chemillé-en-Anjou                        | Schloss (Herrenhaus) | Im Ortsteil Neuvy-en-Mauges                                                                             |      |
| Schloss Baugé Château de Baugé                               | Baugé-en-Anjou 47,541299° N, 0,102011° W | Schloss              | Im Ortsteil Baugé                                                                                       |      |
| Burg Beaufort-en-Vallée Château de Beaufort-en-Vallée        | Beaufort-en-Anjou 47,4391° N, 0,21933° W | Burg                 | Ruine im Ortsteil Beaufort-en-Vallée                                                                    |      |
| Schloss Béliant-Risseau Château de Béliant-Risseau           | Brain-sur-l’Authion                      | Schloss              | |      |
| Schloss La Beuvrière Château de la Beuvrière                 | Grez-Neuville                            | Schloss              | |      |
| Schloss Boumois Château de Boumois                           | Saint-Martin-de-la-Place                 | Schloss              | |      |
| Schloss La Bourgonnière Château de la Bourgonnière           | Bouzillé                                 | Schloss              | |      |
| Schloss Brézé Château de Brézé                               | Bellevigne-les-Châteaux                  | Schloss              | Im Ortsteil Brézé                                                                                       |      |
| Schloss Brissac Château de Brissac                           | Brissac-Quincé                           | Schloss              | |      |
| Schloss Buhards Château de Buhards                           | La Jumellière                            | Schloss              | |      |
| Schloss La Cailleterie Château La Cailleterie                | La Meignanne                             | Schloss              | |      |
| Schloss Chacé Château de Chacé                               | Chacé                                    | Schloss              | |      |
| Schloss Challain-la-Potherie Château de Challain-la-Potherie | Challain-la-Potherie                     | Schloss              | |      |
| Burg Champtocé Château de Champtocé                          | Champtocé-sur-Loire                      | Burg                 | Ruine                                                                                                   |      |
| Burg Champtoceaux Château de Champtoceaux                    | Champtoceaux                             | Burg                 | Ruine                                                                                                   |      |
| Schloss Chanzeaux Château de Chanzeaux                       | Chemillé-en-Anjou                        | Schloss              | Im Ortsteil Chanzeaux                                                                                   |      |
| Schloss Les Colbert Château des Colbert                      | Maulévrier                               | Schloss              | |      |
| Schloss Le Coudray-Montbault Château de le Landifer          | Vihiers                                  | Schloss              | |      |
| Schloss Durtal Château de Durtal                             | Durtal                                   | Schloss              | |      |
| Schloss La Filotière Château La Filotière                    | La Meignanne                             | Schloss              | |      |
| Schloss Fline Château de Fline                               | Martigné-Briand                          | Schloss              | |      |
| Schloss La Frogerie Château de la Frogerie                   | Maulévrier                               | Schloss              | |      |
| Schloss La Galoisière Château de la Galoisière               | Jarzé                                    | Schloss              | |      |
| Burg Gonnord Château de Gonnord                              | Chemillé-en-Anjou                        | Burg                 | Ruine, im Ortsteil Valanjou                                                                             |      |
| Schloss La Goujonnaie Château La Goujonnaie                  | La Meignanne                             | Schloss              | |      |
| Schloss Grésillon Château de Grésillon                       | Baugé-en-Anjou                           | Schloss              | Im Ortsteil Baugé                                                                                       |      |
| Schloss La Guyonnière Château de la Guyonnière               | Montreuil-Juigné                         | Schloss              | |      |
| Schloss Jarzé Château de Jarzé                               | Jarzé                                    | Schloss              | |      |
| Schloss La Jumellière Château de la Jumellière               | La Jumellière                            | Schloss              | |      |
| Schloss Les Landes Château des Landes                        | Loire-Authion                            | Schloss              | |      |
| Schloss Le Landifer Château du Landifer                      | Le Vieil-Baugé                           | Schloss              | |      |
| Schloss Le Lavouër Château du Lavouër                        | Chemillé-en-Anjou                        | Schloss              | Im Ortsteil Neuvy-en-Mauges                                                                             |      |
| Schloss La Lorie Château de la Lorie                         | La Chapelle-sur-Oudon                    | Schloss              | |      |
| Schloss Martigné-Briand Château de Martigné-Briand           | Martigné-Briand                          | Schloss              | |      |
| Schloss La Montchevalleraie Château de la Montchevalleraie   | Aviré                                    | Schloss              | |      |
| Schloss Montgeoffroy Château de Montgeoffroy                 | Mazé                                     | Schloss              | |      |
| Schloss Montivert Château de Montivert                       | Le Vieil-Baugé                           | Schloss              | |      |
| Schloss Montreuil-Bellay Château de Montreuil-Bellay         | Montreuil-Bellay                         | Schloss              | |      |
| Schloss Montsabert Château de Montsabert                     | Coutures                                 | Schloss              | |      |
| Schloss Montsoreau Château de Montsoreau                     | Montsoreau                               | Schloss              | Das Schloss Montsoreau ist das einzige der Loire-Schlösser, das im Flussbett der Loire errichtet wurde. |      |
| Schloss La Morosière Château de la Morosière                 | Chemillé-en-Anjou                        | Schloss              | Im Ortsteil Neuvy-en-Mauges                                                                             |      |
| Burg La Motte Château de la Motte                            | Doué-en-Anjou                            | Burg                 | Ruine einer karolingischen Motte aus dem 10. und 11. Jahrhundert bei Doué-la-Fontaine                   |      |
| Schloss La Motte Grouillon Château de la Motte Grouillon     | Huillé-Lézigné                           | Schloss              | |      |
| Schloss Narcé Château de Narcé                               | Loire-Authion                            | Schloss              | |      |
| Schloss Noizé Château de Noizé                               | Soulaines-sur-Aubance                    | Schloss              | |      |
| Schloss Pignerolle Château de Pignerolle                     | Saint-Barthélemy-d’Anjou                 | Schloss              | |      |
| Schloss Le Plessis-Bourré Château du Plessis-Bourré          | Écuillé                                  | Schloss              | |      |
| Schloss Le Plessis-Macé Château du Plessis-Macé              | Le Plessis-Macé                          | Schloss              | |      |
| Burg Les Ponts-de-Cé Château de les Landifer                 | Les Ponts-de-Cé                          | Burg                 | |      |
| Burg Pouancé Château médiéval de Pouancé                     | Pouancé                                  | Burg                 | Ruine                                                                                                   |      |
| Schloss Les Rosiers Château de les Landifer                  | Les Rosiers-sur-Loire                    | Schloss              | |      |
| Schloss Saint-Quentin Château Saint-Quentin                  | La Meignanne                             | Schloss              | |      |
| Schloss Saint-Venant Château Saint-Venant                    | La Meignanne                             | Schloss              | |      |
| Schloss Saumur Château de Saumur                             | Saumur                                   | Schloss              | |      |
| Schloss Serrant Château de Serrant                           | Saint-Georges-sur-Loire                  | Schloss              | |      |
| Schloss La Sorinière Château de la Sorinière                 | Chemillé-en-Anjou                        | Schloss              | |      |
| Schloss Soulanger Château de Soulanger                       | Doué-en-Anjou                            | Schloss              | |      |
| Schloss La Tremblaye Château de la Tremblaye                 | Doué-en-Anjou                            | Schloss              | |      |
| Schloss La Turmelière Château de la Turmelière               | Liré                                     | Schloss              | |      |
| Burg Le Verger Château du Verger                             | Seiches-sur-le-Loir                      | Burg                 | Abgegangen                                                                                              |      |
| Schloss Le Verger Château de le Landifer                     | Seiches-sur-le-Loir                      | Schloss              | |      |
| Herrenhaus La Vignolle Manoir de la Vignolle                 | Souzay-Champigny                         | Schloss (Herrenhaus) | |      |
| Schloss Villeneuve Château de Villeneuve                     | Martigné-Briand                          | Schloss              | |      |
| Schloss Villeneuve Château de Villeneuve                     | Souzay-Champigny                         | Schloss              | |      |
| Schloss Villevêque Château de Villevêque                     | Villevêque                               | Schloss              | |      |